# Philippe Alliot
Philippe René Gabriel Alliot (Voves, 27 luglio 1954) è un ex pilota automobilistico francese di Formula 1.

## Carriera

### Prima della Formula 1
La carriera di Alliot cominciò nel 1976, quando iniziò a correre in Formula Renault. Vi rimase anche nel 1977 e nel 1978, anno in cui vinse il titolo. Dopo questo successo nel 1979 emigrò nella Formula 3 francese, passando l'anno successivo alla Formula 3 europea. Nel 1983 Philippe corse in Formula 2 e nello stesso anno partecipò alla 24 Ore di Le Mans, giungendo terzo in coppia con Mario e Michael Andretti.

### Formula 1
Dopo questi buoni risultati Alliot nel 1984 tentò la strada della Formula 1 e venne ingaggiato dalla RAM, vettura poco competitiva con cui non riuscì a conquistare buoni risultati, venendo spesso costretto al ritiro.
La grande occasione arrivò nel 1986 quando la Ligier lo chiamò a sostituire l'infortunato Jacques Laffite. È qui che colse il primo punto, al Gran Premio del Messico.

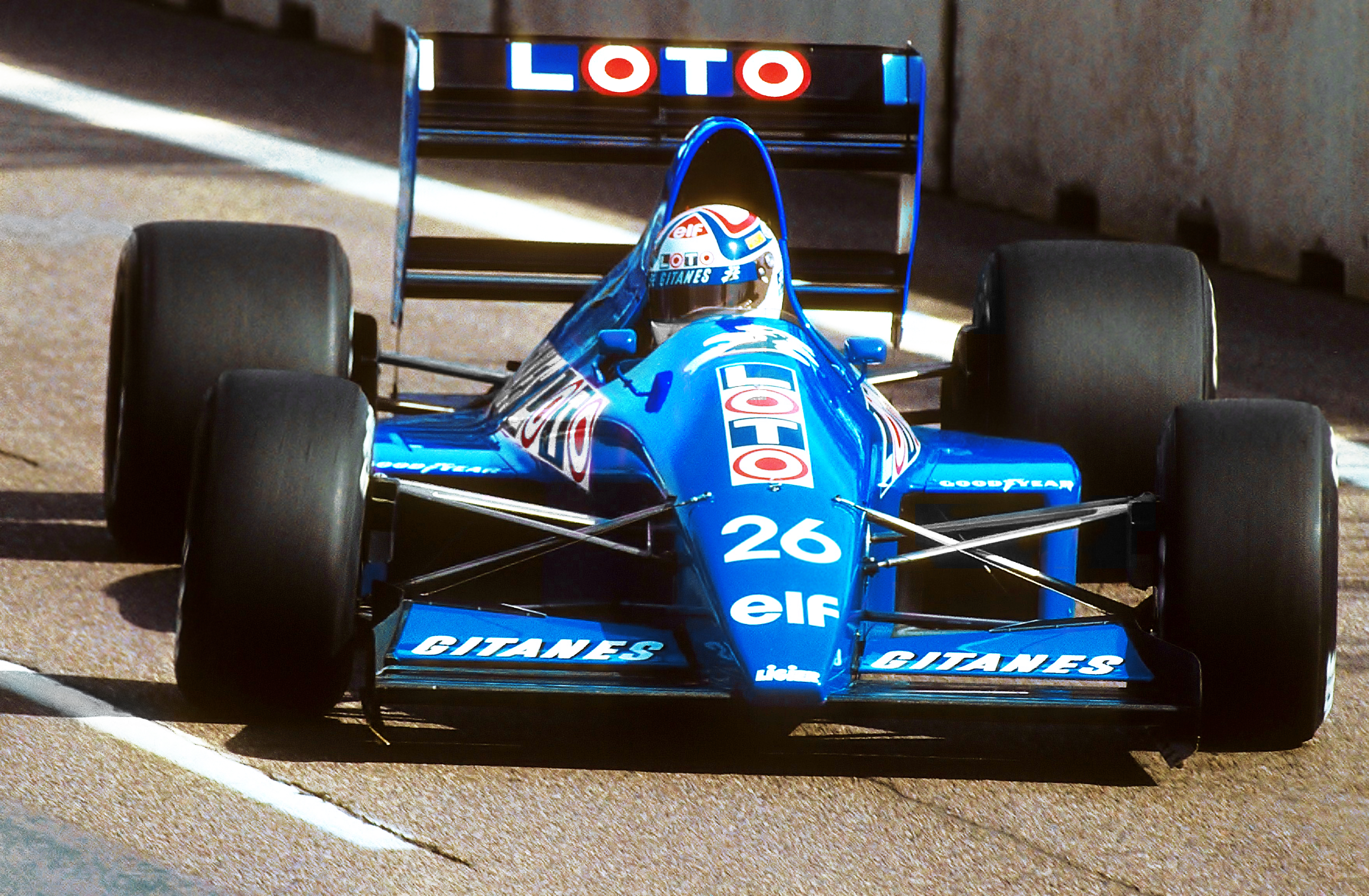
Alliot alla guida della Ligier nel Gran Premio degli Stati Uniti 1990.

L'anno successivo, però, la scuderia francese non lo confermò e passò alla Larrousse. A una prima stagione mediocre con tre punti conquistati ne seguirono una seconda catastrofica senza risultati e una terza con appena un punto totalizzato.
Nel 1990 una Ligier non più brillante lo richiamò. La stagione fu disastrosa e a fine anno Alliot lasciò la Formula 1.

### Sport prototipi
Alliot ha corso a lungo anche con vetture sport prototipo, prendendo parte a 10 edizioni della 24 Ore di Le Mans, tra il 1981 e il 2003, cogliendo come miglior risultato 3 terzi posti. Guidando la Peugeot 905 in coppia con Mauro Baldi vinse 3 gare del Campionato Mondiale Sport Prototipi tra il 1991 e il 1992, lo stesso anno siglò la pole position alla 24 Ore di Le Mans, mentre nel 1993 il francese tornò in Formula 1.

### Il ritorno alla massima serie
Tornato in Formula 1 con la Larrousse Alliot disputò una stagione non brillante dovuta alla sua vettura, non molto veloce, ma riuscì a conquistare un buon quinto posto a Imola. A fine anno lasciò nuovamente la massima serie, salvo per fare due apparizioni per sostituire Hakkinen e Beretta nel 1994.

### Il ritiro dalle corse
Ritiratosi dalle corse nel 2003 Alliot svolge tuttora l'attività di commentatore e partecipa alla Parigi-Dakar.

## Risultati in Formula 1
| 1984 | Scuderia | Vettura |     |     |    |     |     |    |    |     |    |     |     |    |    |     |     |     |  | Punti | Pos. |
| ---- | -------- | ------- | --- | --- | -- | --- | --- | -- | -- | --- | -- | --- | --- | -- | -- | --- | --- | --- |  | ----- | ---- |
| 1984 | RAM      | 02      | Rit | Rit | NQ | Rit | Rit | NQ | 10 | Rit | NP | Rit | Rit | 11 | 10 | Rit | Rit | Rit |  | 0     |      |

| 1985 | Scuderia | Vettura |   |     |     |    |     |     |     |     |     |     |     |     |     |     |  |  |  | Punti | Pos. |
| ---- | -------- | ------- | - | --- | --- | -- | --- | --- | --- | --- | --- | --- | --- | --- | --- | --- |  |  |  | ----- | ---- |
| 1985 | RAM      | 03      | 9 | Rit | Rit | NQ | Rit | Rit | Rit | Rit | Rit | Rit | Rit | Rit | Rit | Rit |  |  |  | 0     |      |

| 1986 | Scuderia | Vettura |  |  |  |  |  |  |  |  |  |     |   |     |     |     |   |   |  | Punti | Pos. |
| ---- | -------- | ------- |  |  |  |  |  |  |  |  |  | --- | - | --- | --- | --- | - | - |  | ----- | ---- |
| 1986 | Ligier   | JS27    |  |  |  |  |  |  |  |  |  | Rit | 9 | Rit | Rit | Rit | 6 | 8 |  | 1     | 18º  |

| 1987 | Scuderia  | Vettura   |  |    |   |     |     |     |     |   |     |    |     |     |   |   |     |     |  | Punti | Pos. |
| ---- | --------- | --------- |  | -- | - | --- | --- | --- | --- | - | --- | -- | --- | --- | - | - | --- | --- |  | ----- | ---- |
| 1987 | Larrousse | Lola LC87 |  | 10 | 8 | Rit | Rit | Rit | Rit | 6 | Rit | 12 | Rit | Rit | 6 | 6 | Rit | Rit |  | 3     | 17º  |

| 1988 | Scuderia  | Vettura   |     |    |     |     |    |     |     |    |     |    |   |     |     |    |   |    |  | Punti | Pos. |
| ---- | --------- | --------- | --- | -- | --- | --- | -- | --- | --- | -- | --- | -- | - | --- | --- | -- | - | -- |  | ----- | ---- |
| 1988 | Larrousse | Lola LC88 | Rit | 17 | Rit | Rit | 10 | Rit | Rit | 14 | Rit | 12 | 9 | Rit | Rit | 14 | 9 | 10 |  | 0     |      |

| 1989 | Scuderia  | Vettura           |    |     |     |    |     |     |     |     |     |     |    |     |   |   |     |     |  | Punti | Pos. |
| ---- | --------- | ----------------- | -- | --- | --- | -- | --- | --- | --- | --- | --- | --- | -- | --- | - | - | --- | --- |  | ----- | ---- |
| 1989 | Larrousse | Lola LC88C / LC89 | 12 | Rit | Rit | NC | Rit | Rit | Rit | Rit | Rit | NPQ | 16 | Rit | 9 | 6 | Rit | Rit |  | 1     | 26º  |

| 1990 | Scuderia | Vettura |    |    |   |     |     |    |   |    |    |    |    |    |     |     |    |    |  | Punti | Pos. |
| ---- | -------- | ------- | -- | -- | - | --- | --- | -- | - | -- | -- | -- | -- | -- | --- | --- | -- | -- |  | ----- | ---- |
| 1990 | Ligier   | JS33B   | ES | 12 | 9 | Rit | Rit | 18 | 9 | 13 | SQ | 14 | NQ | 13 | Rit | Rit | 10 | 11 |  | 0     |      |

| 1993 | Scuderia  | Vettura |     |   |     |   |     |    |     |   |    |    |   |    |   |    |  |  |  | Punti | Pos. |
| ---- | --------- | ------- | --- | - | --- | - | --- | -- | --- | - | -- | -- | - | -- | - | -- |  |  |  | ----- | ---- |
| 1993 | Larrousse | LH93    | Rit | 7 | Rit | 5 | Rit | 12 | Rit | 9 | 11 | 12 | 8 | 12 | 9 | 10 |  |  |  | 2     | 17º  |

| 1994 | Scuderia          | Vettura    |  |  |  |  |  |  |  |  |  |     |     |  |  |  |  |  |  | Punti | Pos. |
| ---- | ----------------- | ---------- |  |  |  |  |  |  |  |  |  | --- | --- |  |  |  |  |  |  | ----- | ---- |
| 1994 | McLaren Larrousse | MP4/9 LH94 |  |  |  |  |  |  |  |  |  | Rit | Rit |  |  |  |  |  |  | 0     |      |

| Legenda | 1º posto     | 2º posto | 3º posto    | A punti         | Senza punti/Non class.  | Grassetto – Pole position Corsivo – Giro più veloce |
| Legenda | Squalificato | Ritirato | Non partito | Non qualificato | Solo prove/Terzo pilota | Grassetto – Pole position Corsivo – Giro più veloce |